# Castillo de Trasmoz
El castillo de Trasmoz es una fortaleza ubicada en la localidad zaragozana de Trasmoz, en las proximidades de la sierra del Moncayo. Fue uno de los enclaves más disputados por los reinos de Aragón y Navarra, en la frontera entre ambos.

## Historia

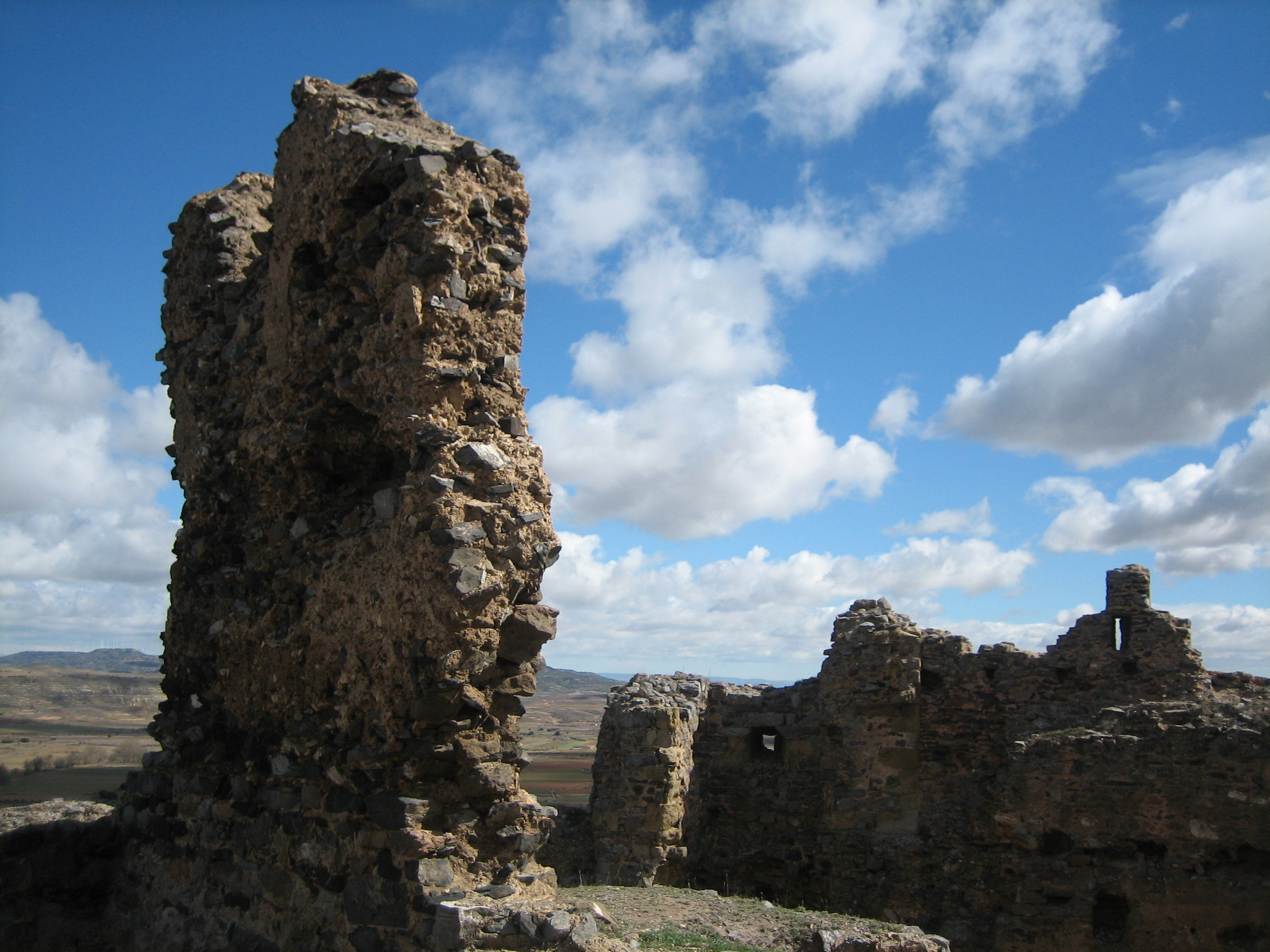
Patio interior del castillo

Según fuentes navarras, el Castillo de Trasmoz ya existía en 1185, cuando las tierras en torno a él pertenecían a Navarra, y eran pugnadas por los aragoneses. Finalmente, empezó a formar parte de la Corona de Aragón por mediación de Alfonso II. Más tarde pasó a Sancho Pérez de Monteagudo, como donación de la Corona.
Tras la unión dinástica de las Coronas de Castilla y Aragón, la conquista de Navarra por Fernando II de Aragón, y el cese de las disputas nobiliarias, el castillo de Trasmoz quedó abandonado.
Gustavo Adolfo Bécquer recogió las leyendas del castillo de Trasmoz en sus Cartas desde mi celda, tras residir junto con Casta Esteban y los hijos de ambos y su hermano Valeriano Domínguez Bécquer, en la recuperada hospedería del Monasterio de Veruela.
En 1988, Manuel Jalón Corominas creó la Fundación Castillo de Trasmoz tras adquirir dicho edificio, inició unas labores de restauración y excavaciones arqueológicas y publicó el libro 'Leyenda negra de Trasmoz'.

## Descripción
La planta del castillo es hexagonal, con las torres en los extremos, de los siglos XIII, XIV y XV.
La torre del homenaje es el elemento más antiguo que se conserva de la fortaleza. De planta cuadrada y antiguamente rematada con almenas, se localiza en el centro del castillo.